# Ischyropsalis
Sous-famille
Genre
Synonymes
- Lhermia Lucas, 1866
- Odontopalpa Hadzi, 1931

Ischyropsalis, unique représentant de la sous-famille des Ischyropsalidinae, est un genre d'opilions dyspnois de la famille des Ischyropsalididae.

## Distribution
Les espèces de ce genre se rencontrent en Europe.

## Liste des espèces
Selon World Catalogue of Opiliones (22/04/2021) :
- Ischyropsalis adamii Canestrini, 1873
- Ischyropsalis alpinula Martens, 1978
- Ischyropsalis cantabrica Luque & Labrada, 2012
- Ischyropsalis carli Lessert, 1905
- Ischyropsalis dentipalpis Canestrini, 1872
- Ischyropsalis dispar Simon, 1872
- Ischyropsalis gigantea Dresco, 1968
- Ischyropsalis hadzii Roewer, 1950
- Ischyropsalis hellwigii (Panzer, 1794)
- Ischyropsalis hispanica Roewer, 1953
- Ischyropsalis kollari Koch, 1839
- Ischyropsalis lithoclasica Schönhofer & Martens, 2010
- Ischyropsalis luteipes Simon, 1872
- Ischyropsalis magdalenae Simon, 1881
- Ischyropsalis manicata Koch, 1869
- Ischyropsalis muellneri Hamann, 1898
- Ischyropsalis navarrensis Roewer, 1950
- Ischyropsalis nodifera Simon, 1879
- Ischyropsalis petiginosa Simon, 1913
- Ischyropsalis pyrenaea Simon, 1872
- Ischyropsalis ravasinii Hadži, 1942
- Ischyropsalis redtenbacheri Doleschall, 1852
- Ischyropsalis robusta Simon, 1872
- Ischyropsalis strandi Kratochvíl, 1936

## Publications originales
- C. L. Koch, 1839 : Übersicht des Arachnidensystems. Nürnberg, Heft 2, p. 1-38 (texte intégral).
- Simon, 1879 : « Les Ordres des Chernetes, Scorpiones et Opiliones. » Les Arachnides de France, vol. 7, p. 1-332.